# Corbu (Constanța megye)
Corbu község Constanța megyében, Dobrudzsában, Romániában. A hozzá tartozó települések: Luminiţa és Vadu. A községtől keletre, a tengerpart mentén található a román hadsereg tulajdonában lévő, Ion Bungescu tábornokról elnevezett föld-levegő rakéta lőtér és kiképzőtábor.

## Fekvése
A település az ország délkeleti részén található, Konstancától mintegy huszonhárom kilométerre északra, a Corbu-tó északi partján.

## Története
A mai Corbu két különálló település egyesüléséből alakult ki, melyeket egykor tatár telepesek alapítottak. A község déli részét képező falut törökül Yukarı Kargalık-nak nevezték (románul: Gargalâcul Mare), majd az 1950-es években kapta a Corbul de Sus nevet. Az északi részen pedig Aşağı Kargalık (románul: Gargalâcul Mic) volt található, mely a Corbu de Jos nevet vette fel ugyancsak a 20. század közepén.
A román függetlenségi háború (1877–1878) csatái során a délebbre elhelyezkedő Gargalâcul Mare teljesen elnéptelenedett. De már 1879-ben új lakosok érkeztek, főleg a szomszédos, Gargalâcul Mic településről.

## Lakossága
A nemzetiségi megoszlás a következő:
| 2002      | 2002 | 2002   |
| --------- | ---- | ------ |
| Románok   | 5216 | 99,14% |
| Romák     | 19   | 0,36%  |
| Lipovánok | 10   | 0,19%  |
| Tatárok   | 9    | 0,17%  |
| Törökök   | 6    | 0,11%  |
| Egyéb     | 1    | 0,01%  |
| Összesen  | 5261 | 100,0% |